# مايكل سبورلوك
مايكل سبورلوك (بالإنجليزية: Micheal Spurlock)‏ هو لاعب كرة قدم أمريكية أمريكي، ولد في 31 يناير 1983 في إنديانولا في الولايات المتحدة.

## وصلات خارجية
- مايكل سبورلوك على موقع مرجع كرة القدم المحترفة.كوم (الإنجليزية)